# Cab Calloway
Pour les articles homonymes, voir Calloway.
Cab Calloway, de son nom complet Cabell Calloway III, né le 25 décembre 1907 à Rochester (New York) et mort le 18 novembre 1994 à Hockessin (Delaware), est un célèbre  chanteur et chef d'orchestre big band jazz américain, surnommé « The Hi De Ho Man ».

## Biographie
Cab Calloway est le fils de Cabell Calloway II, avocat, et de Martha Eulalia Reed, enseignante et organiste d'église. Il passe son enfance à Baltimore puis à Chicago, où il commence sa carrière dans les années 1920. Il danse, chante, joue de la batterie et joue le rôle de « maître de cérémonie », avec sa sœur Blanche Calloway,,.

### Carrière
En 1928, il fait partie des Missourians (en) de Chicago et des Alabamians de New York, et participe à la revue Hot Chocolates (en) d'Irving Mills de 1929.
Il est à l'affiche du Savoy Ballroom de Harlem dès l'âge de 22 ans, où il remporte une battle of the Bands (en) face au célèbre orchestre de l'époque de Duke Ellington. Irving Mills et Duke Ellington s'entendent alors avec Cab pour que les deux orchestres assurent alternativement les spectacles du célèbre club de jazz Cotton Club de Harlem à New York, sur Lenox Avenue, où ils rivalisent de succès, avec la Renaissance de Harlem, retransmis sur toutes les radios américaines de l'ère du jazz et du swing de l'époque.
Inspiré du scat de Louis Armstrong, Cab Calloway devient une star internationale de jazz avec son tube emblématique Minnie the Moocher de 1931, vendu à plus d'un million d'exemplaires dans le monde (suivi entre autres de The Scat Song de 1932, et Zaz Zuh Zaz de 1933). Il l'interprète avec un important succès sur les scènes de music-hall et au cinéma, avec son Cotton Club big band jazz, ses costumes zoot suit, son célèbre jeu de scène chorégraphique caractéristique humoristique, et ses célèbres tirades de scat « Ha-Dee Ha-Dee Ha Dee-Ha, Hi-dee hi-dee hi-dee hi, Whoa-a-a-a-ah, Hee-dee-hee-dee-hee-dee-hee... » reprises en cœur avec enthousiasme par son public,,,,,. Ce succès emblématique et nombreuses variantes lui valent le surnom de son tube The Hi De Ho Man (repris et adapté de Minnie the Moocher) et lui assurent une importante notoriété pendant plus de cinquante ans de carrière.

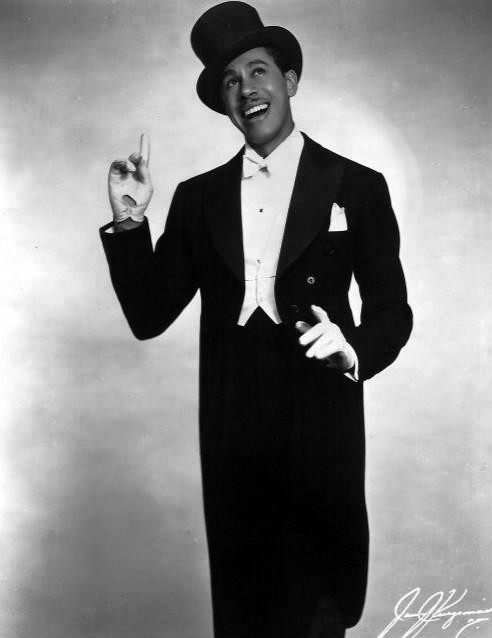
Cab Calloway en 1937.

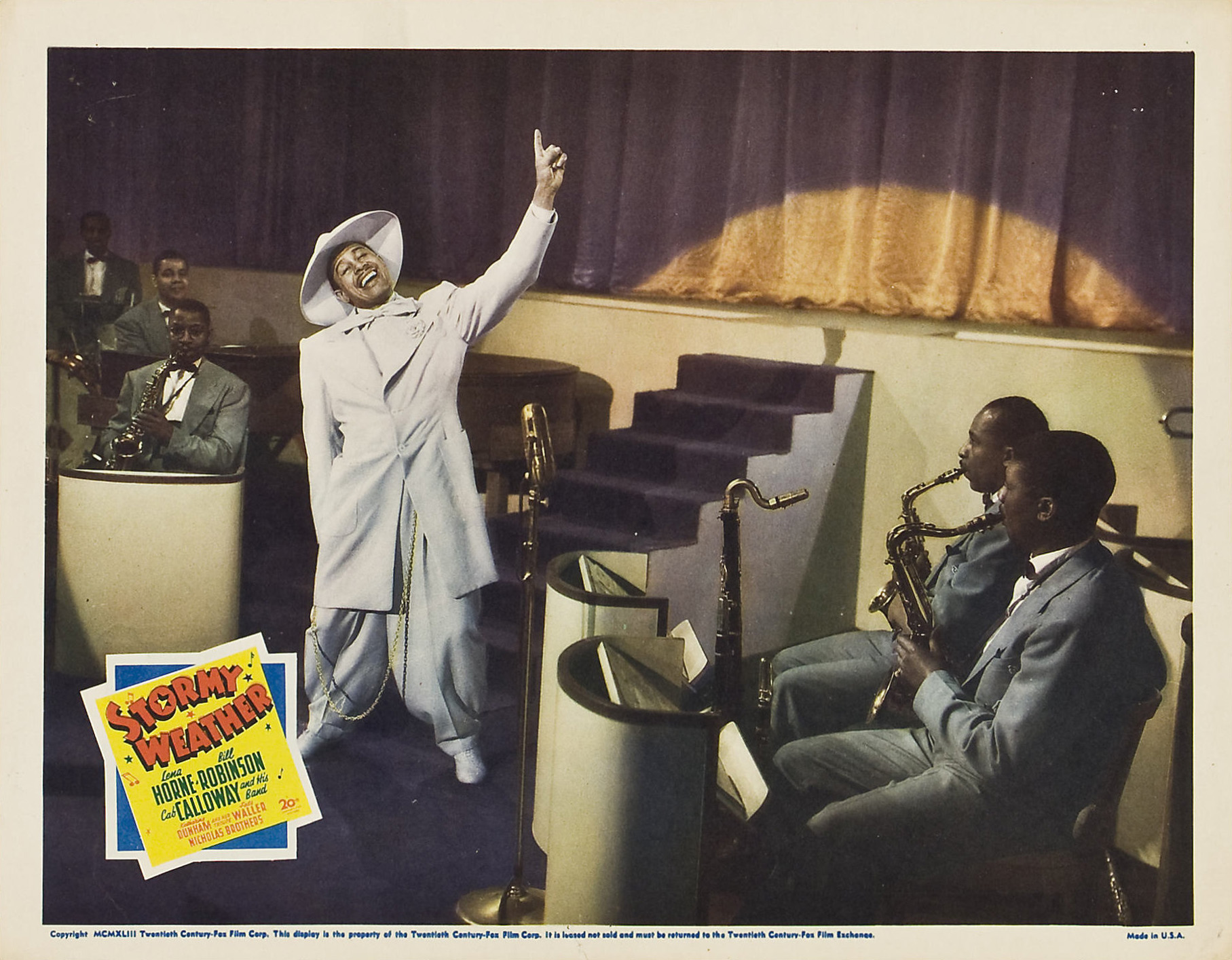
Avec son big band jazz, dans le film Symphonie magique de 1943.

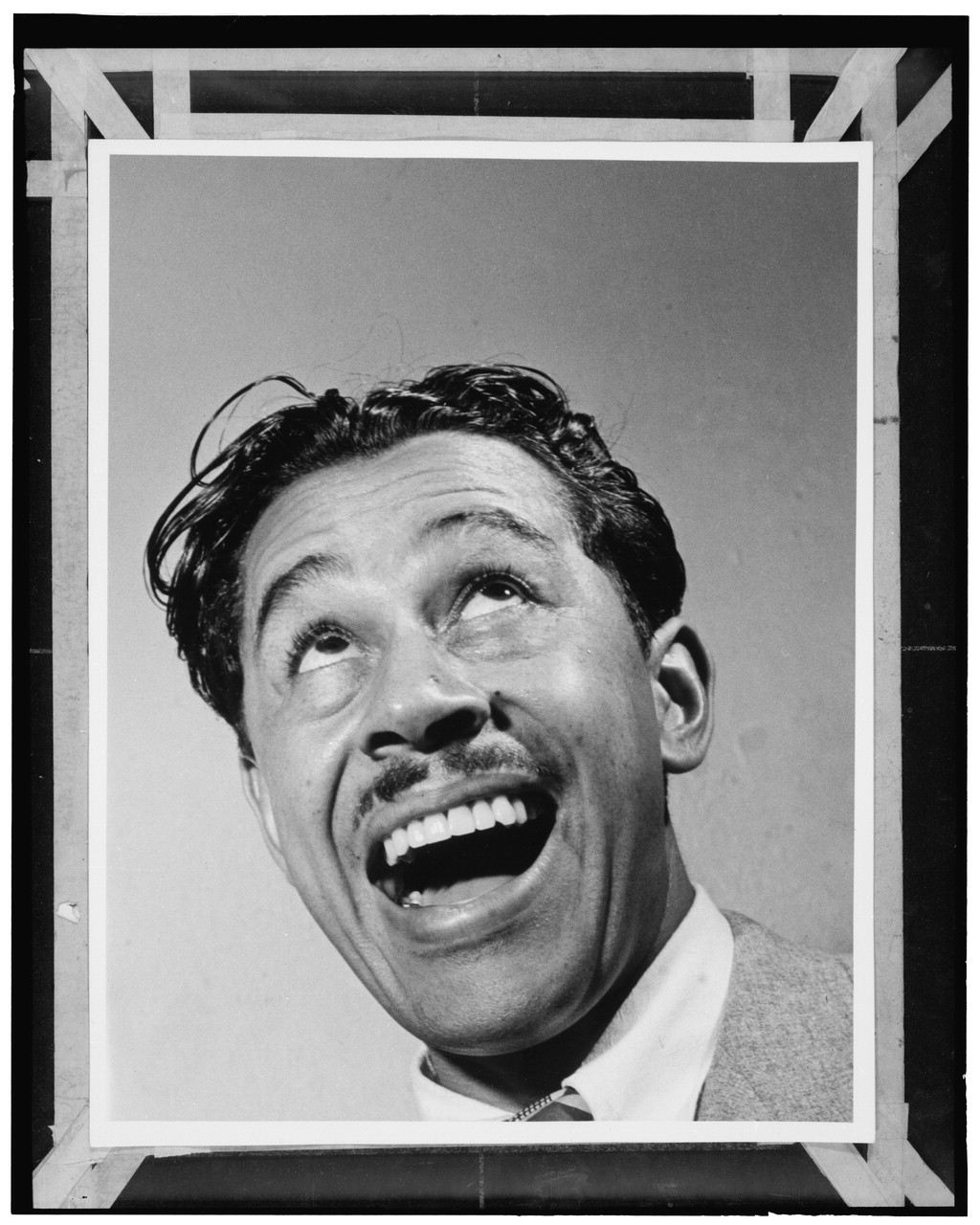
À New York en 1947.

Sa tournée en Europe de 1934 est un triomphe. Les paroles « Je suis swing, je suis zah zuh » de son tube scat-jazz Zaz Zuh Zaz de 1933 inspire les titres Je suis swing (1938) et Ils sont zazous (1942) du chanteur suisse Johnny Hess (partenaire du début de la carrière de Charles Trenet) et la mode « french-jazz-zazou-parisienne » (qui s'inspire de son style vestimentaire à la fois chic et excentrique) sous l'occupation de la France par l'Allemagne pendant la Seconde Guerre mondiale,,.
Il publie en 1938 son dictionnaire du swing-jazz-jive de référence Glossary of jive talk (en).
Il recrute pour son orchestre de nombreux musiciens de tout premier plan de l'époque, dont le jeune trompettiste inconnu Dizzy Gillespie en 1939, les saxophonistes ténors Chu Berry et Ben Webster, le trompettiste Jonah Jones, le contrebassiste Milton Hinton, les trombonistes Tyree Glenn et Quentin Jackson (en), et le batteur Cozy Cole. Suivent dans l'orchestre au long des années 1940 : le trompettiste Shad Collins (en) (1941-1946), le tromboniste Fred Robinson (de), le saxophoniste alto Hilton Jefferson (1941-1949), le saxophoniste ténor Ike Quebec, et les batteurs James Charles Heard et Panama Francis.

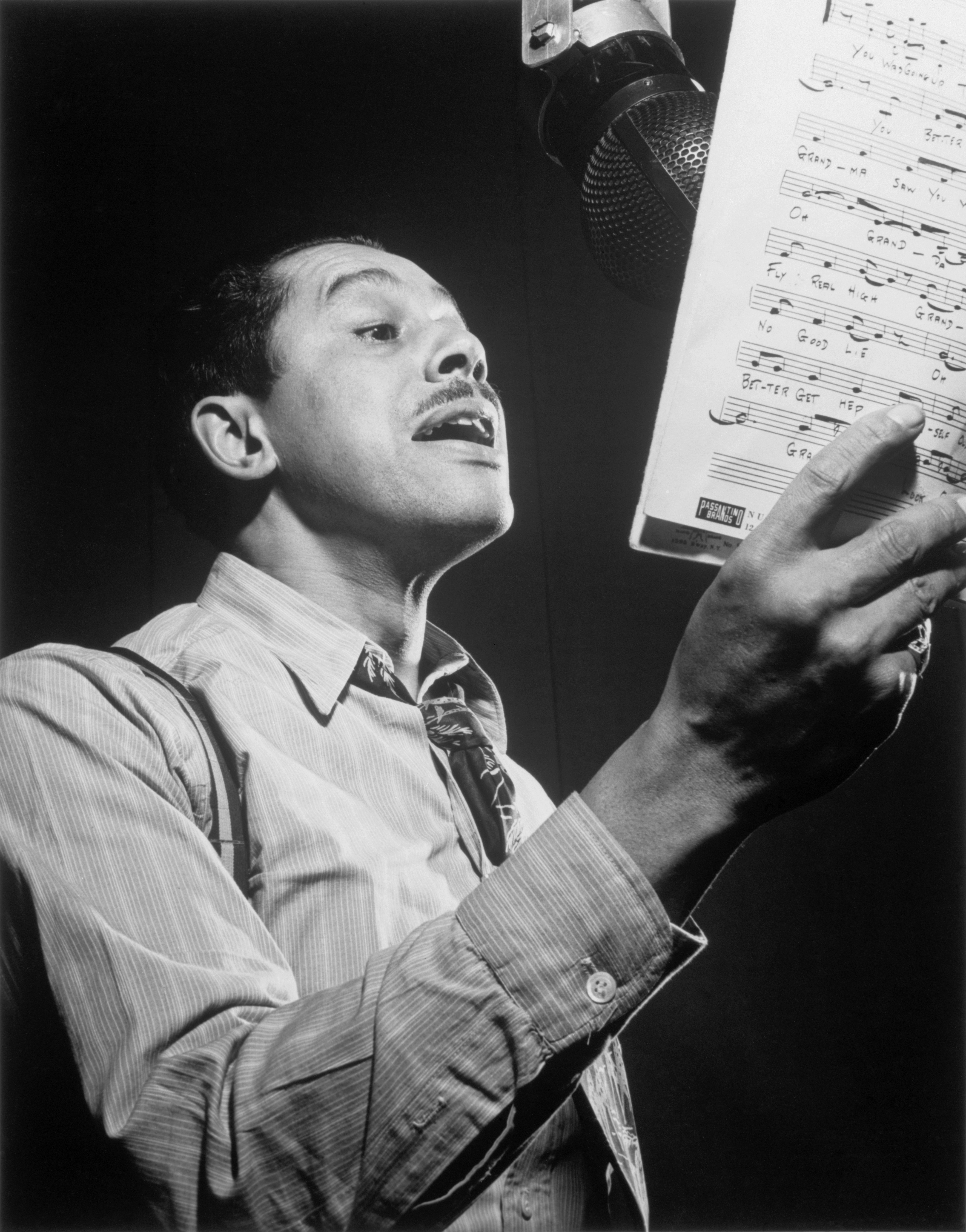
Cab Calloway en 1947.

En 1943, l'orchestre fait une célèbre prestation de music-hall de cinéma, dans le film Symphonie magique (Stormy Weather) d'Andrew L. Stone avec son tube Jumpin' Jive, avec Lena Horne et Fats Waller aux côtés des danseurs de claquettes Bill Robinson et Nicholas Brothers.
L'après-guerre sonnant le déclin de l'age d'or des big bands de l'ère du jazz et du swing, Cab Calloway dissout son orchestre et se produit dans le cadre du sextet The Cabaliers avant de tenir le rôle de Sportin Life dans les années 1950, de l'opéra Porgy and Bess de George Gershwin.
Dans les années 1950 et 1960, il apparaît en vedette dans quelques comédies musicales, notamment Hello, Dolly!. Il fait partie du show des Harlem Globe Trotters tout en se produisant dans différents festivals et clubs. Dans les années 1970 et 1980, sa popularité ne faiblit pas, avec un triomphe à chacune de ses apparitions.
Le film culte The Blues Brothers de John Landis relance une dernière fois sa popularité internationale, à l'âge de 73 ans, en 1980. Il reçoit en 1993 une National Medal of Arts du Congrès des États-Unis, du président des États-Unis Bill Clinton, qui déclare sa disparition le 18 novembre 1994 avec la citation « le roi du Hi de Ho est mort, vive le Hi de Ho ». Il reçoit un Grammy du couronnement d'une carrière à titre posthume à Los Angeles en 2008, pour l'ensemble de son œuvre. Sa fille Chris Calloway (1945-2008) a également été chanteuse de jazz, à ses côtés, en reprenant ses tubes.

## Quelques grands succès
- 1930 : St. Louis Blues
- 1931 : Minnie the Moocher
- 1931 : You Rascal You
- 1932 : The Scat Song
- 1932 : Have You Ever Met That Funny Reefer Man (en)
- 1933 : Zaz Zuh Zaz
- 1933 : St. James Infirmary
- 1934 : The Hi De Ho Man
- 1935 : Nagasaki (song) (en)
- 1938 : Hoy Hoy
- 1939 : Jumpin' Jive
- 1942 : I'll Be Around (en)
- 1942 : I want to rock
- 1947 : The Calloway Boogie
- 1947 : Oh Grandpa

## Discographie
- 1930-1931 : Cab Calloway vol.1 The Chronological Classics 516
- 1931-1932 : Cab Calloway vol.2 The Chronological Classics 526
- 1932 : Cab Calloway vol.3 The Chronological Classics 537
- 1932-1934 : Cab Calloway vol.4 The Chronological Classics 544
- 1934-1937 : Cab Calloway vol.5 The Chronological Classics 554
- 1937-1938 : Cab Calloway vol.6 The Chronological Classics 568
- 1938-1939 : Cab Calloway vol.7 The Chronological Classics 576
- 1939-1940 : Cab Calloway vol.8 The Chronological Classicss 595
- 1940 : Cab Calloway vol.9 The Chronological Classics 614
- 1940-1941 : Cab Calloway vol.10 The Chronological Classicss 629
- 1941-1942 : Cab Calloway vol.12 The Chronological Classicss 682
- 1942-1947 : Cab Calloway vol.13 The Chronological Classics 996
- 1949-1955 : Cab Calloway vol.14 The Chronological Classics 1287

## Influence reprises et adaptations
Le tube scat-jazz Zaz Zuh Zaz (1933) de Cab Calloway, inspire les titres Je suis swing (1938) et Ils sont zazous (1942) de Johnny Hess (partenaire du début de la carrière de Charles Trenet) qui inspire la mode « french-jazz-zazou-parisienne » sous l'occupation de la France par l'Allemagne pendant la Seconde Guerre mondiale,.
- 1948 : le jazzman et crooner français Henri Salvador lui rend hommage dans sa chanson Armstrong, Duke Ellington, Cab Calloway.
- 1982 : Danny Elfman reprend Minnie the Moocher et les mimiques de Cab Calloway dans son premier film en tant que compositeur et acteur, Forbidden Zone, réalisé par son frère Richard Elfman (en).
- 1994 : la bande originale du film The Mask, rend hommage à Cab Calloway en réadaptant Minnie the Moocher dans la scène du gala de charité.
- 2000 : le groupe Wu-Tang Clan intègre des parties originelles de Minnie the Moocher dans la piste 6 Dirty the Moocher, interprétée par Ol' Dirty Bastard, de l'album Hidden Chambers, Vol.6.
- 2013 : Robbie Williams reprend Minnie the Moocher dans son album Swings Both Ways.
- 2017 : Jaden Smith sample The Hi De Ho Man de Cab Calloway pour son titre Icon.
- 2017 : le personnage du Roi Dédé (King Dice en version originale) du jeu vidéo Cuphead, est inspiré de Cab Calloway, avec sa phrase fétiche « Hi-de-Ho! »[27].

## Filmographie partielle
- 1932 : Minnie the Moocher, de Dave Fleischer
- 1933 : Snow-White (en),
- 1933 : International House, d'A. Edward Sutherland
- 1934 : Cab Calloway's Hi-De-Ho (en), de Fred Waller (en)[28],[29],[30]
- 1935 : Cab Calloway's Jitterbug Party (en), Paramount Pictures
- 1936 : The Singing Kid (en), de William Keighley
- 1937 : Hi De Ho, de Roy Mack[31].
- 1937 : Manhattan Merry-Go-Round, de Charles Reisner
- 1943 : Stormy Weather, avec les Nicholas Brothers
- 1944 : Sensations of 1945, avec Woody Herman, Eleanor Powell
- 1947 : Hi-De-Ho (en), de Josh Binney (en), avec Cab Calloway dans son propre rôle[32],[33].
- 1958 : St Louis Blues, avec Nat King Cole
- 1960 : Schlagerraketen – Festival der Herzen, d'Erik Ode
- 1965 : Le Kid de Cincinnati,  Yeller[34]
- 1980 : Les Blues Brothers, Curtis[35], chante Minnie the Moocher
- 2010 : Cab Calloway, le dandy de Harlem, film documentaire de Gail Levin et Jean-François Pitet

## Récompenses
- 1987 : Big Band and Jazz Hall of Fame (en)
- 1993 : National Medal of Arts du Congrès des États-Unis, du président des États-Unis Bill Clinton
- 1993 : Doctorat honoris causa en beaux-arts, de l'université de Rochester de l'État de New York
- 1999 : Grammy Hall of Fame Award et Registre national des enregistrements (2019) pour son tube Minnie the Moocher
- 2008 : Grammy du couronnement d'une carrière, à titre posthume, à Los Angeles.

### Articles de presse
- Claude Fléouter, « Cab Calloway à l'Olympia. L'âge d'or de Harlem », Le Monde, 21 juillet 1987
- Colette Godard, « Cab Calloway, le vieux zazou », Le Monde, 12 juillet 1987
- Francis Marmande, « La mort de Cab Calloway. Le dernier des zazous », Le Monde, 22 novembre 1994